# 廖鳳章
廖鳳章（?—?），廣東省廣州府南海縣人，清朝政治人物、進士出身。
光緒二十年（1894年），参加光緒甲午科殿試，登進士二甲79名。同年五月，著交吏部掣签分发各省，以知县即用。